# Linde auf dem jüdischen Friedhof in Eschwege
Das Alter der Linde auf dem jüdischen Friedhof in Eschwege im nordhessischen Werra-Meißner-Kreis ist nur schwer zu bestimmen, schreibt der Kunsthistoriker und Fotograf Thomas Wiegand in seinem 1984 erschienenen Buch Bäume aus dem Werraland. Sicher scheint nur, dass der Baum schon an dem Ort einer alten Richtstätte stand, als die jüdische Gemeinde in den 1850er Jahren das Grundstück erwarb, um hier ihre Toten zu bestatten. Bereits im Jahr 1926 wurde die Linde als schützenswertes Naturdenkmal ausgewiesen.

## Standort
Der Baum steht am südlichen Rand des jüdischen Friedhofs in Eschwege, der sich neben dem Parkplatz und dem Hubschrauberlandeplatz des Klinikums Werra-Meißner in der Elsa-Brandström-Straße befindet. Südwestlich begrenzen der Langenhainer Weg und die Stendellstraße die Friedhofsfläche. Zum Friedhof gelangt man über die Zufahrt zum Parkplatz des Krankenhauses.

## Geschichte
Bis zum Ende des 18. Jahrhunderts befand sich in diesem Bereich das „Alte Gericht“. Es war einer der Orte in Eschwege, auf denen auch Todesstrafen vollzogen wurden. Zu den dunklen Kapiteln der Stadtgeschichte gehört die öffentliche Hinrichtung der beiden vermeintlichen „Hexen“ Katharina Rudeloff und deren Mutter Martha Kerste auf diesem Platz. Unter der Beschuldigung, dass sie Butter verhext und damit bei zwei dreizehnjährigen Mädchen lebensgefährliche Krämpfe hervorgerufen haben, wurden sie gefoltert, zum Tode verurteilt, getötet und verbrannt.
Die Fläche am damaligen Stadtrand, um die als verrufen geltende alte Gerichtsstätte, erwarb die jüdische Gemeinde in den 1850er Jahren. In dieser Zeit hatte Eschwege eine große jüdische Gemeinde, die der Stadt auch zu ihrem wirtschaftlichen Aufschwung und der kulturellen Blüte im 19. Jahrhundert verhalf. Vor der Anlage eines eigenen Begräbnisplatzes begrub die jüdische Gemeinde ihre Toten auf dem Friedhof in Jestädt, der als Sammelfriedhof für die Orte in der Umgebung diente.
Mit der ersten Belegung durch die Beisetzung eines Kindes im April 1857 wurde der neue Platz eingeweiht. Zu den Besonderheiten des Friedhofs gehört die Grabmalgestaltung, zu der mehrere biedermeierliche Säulen und einige figürliche Darstellungen gehören. Ausgefallene Formen sind hier keine Seltenheit. Als Material wurde bei den älteren Grabsteinen ausschließlich Sandstein verwendet, später auch Granit, Marmor und Kunststeine. Nach der letzten Bestattung vor 1945, im Juli 1941,
wurde der Friedhof geschlossen und der größere, noch nicht belegte Teil der Fläche zur Umnutzung freigegeben. Nach dem Zweiten Weltkrieg fanden auf dem Friedhof noch einige wenige Beisetzungen von sogenannten Displaced Persons, die fern von ihren Heimatländern starben, statt. Heute ist noch ein Bestand von fast fünfhundert Grabmalen vorhanden.
Das Alter und die Form der Linde am südlichen Rand des Friedhofs lassen vermuten, dass sie einst als Gerichtsbaum auf dem Gelände des Richtplatzes gepflanzt wurde. Möglicherweise, vermutet Wiegand, ist sie als junger Baum „geleitet“ worden, indem man ihre Äste waagerecht über ein Stützgerüst gezogen hatte, um den Gerichtsplatz mit der flachen und breiten Krone des Baumes zu überdachen. Nach der Verlegung der Richtstätte zu dem „Neues Gericht“ genannten Platz „Am Galgen“ auf der Reichensächser Höhe wurde der Baum nicht mehr gepflegt und konnte so seine noch vorhandene vielstämmige Krone aufbauen.

## Unterschutzstellung
Mit Verordnung des preußischen Regierungspräsidenten in Kassel vom 31. März 1926 wurde die alte Linde durch das Feld- und Forstpolizeigesetz unter Schutz gestellt und damit ist jede Beschädigung sowie das Beseitigen des Baumes verboten worden. Anlässlich der Neuregelung des Naturschutzes, durch das Naturschutzgesetz vom 26. Juni 1935, ist sie als eine von 101 Naturdenkmalen im Kreis Eschwege mit der laufenden Nummer 5 in das Naturdenkmalbuch eingetragen worden und erhielt mit dem Inkrafttreten der Verordnung zur Sicherung von Naturdenkmalen in den Stadt- und Landkreisen des Regierungsbezirks Kassel am 1. November 1936 den Schutz des Reichsnaturschutzgesetzes. Die Linde, die in der Liste der Naturdenkmale des Werra-Meißner-Kreises die Nummer ND 636.118 besitzt, wird jetzt als rechtsverbindlich festgesetzte „Einzelschöpfung der Natur“ durch das Bundesnaturschutzgesetz besonders geschützt.
Der jüdische Friedhof, zu der die Linde gehört, ist wegen seiner geschichtlichen und künstlerischen Bedeutung sowie als Zeugnis der ehemaligen jüdischen Gemeinde in Eschwege ein geschütztes Kulturdenkmal.

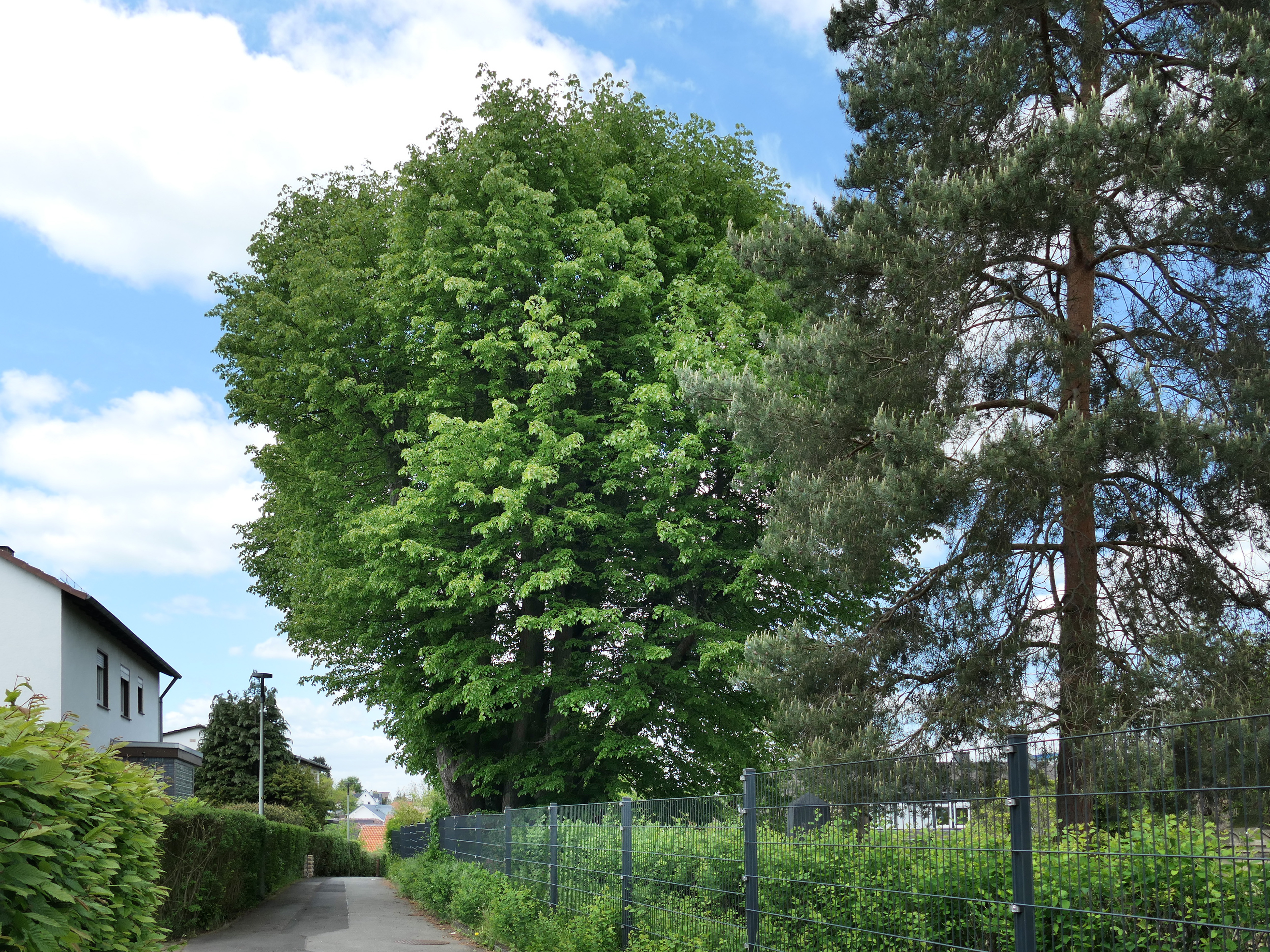
Ansicht von der Stendellstraße
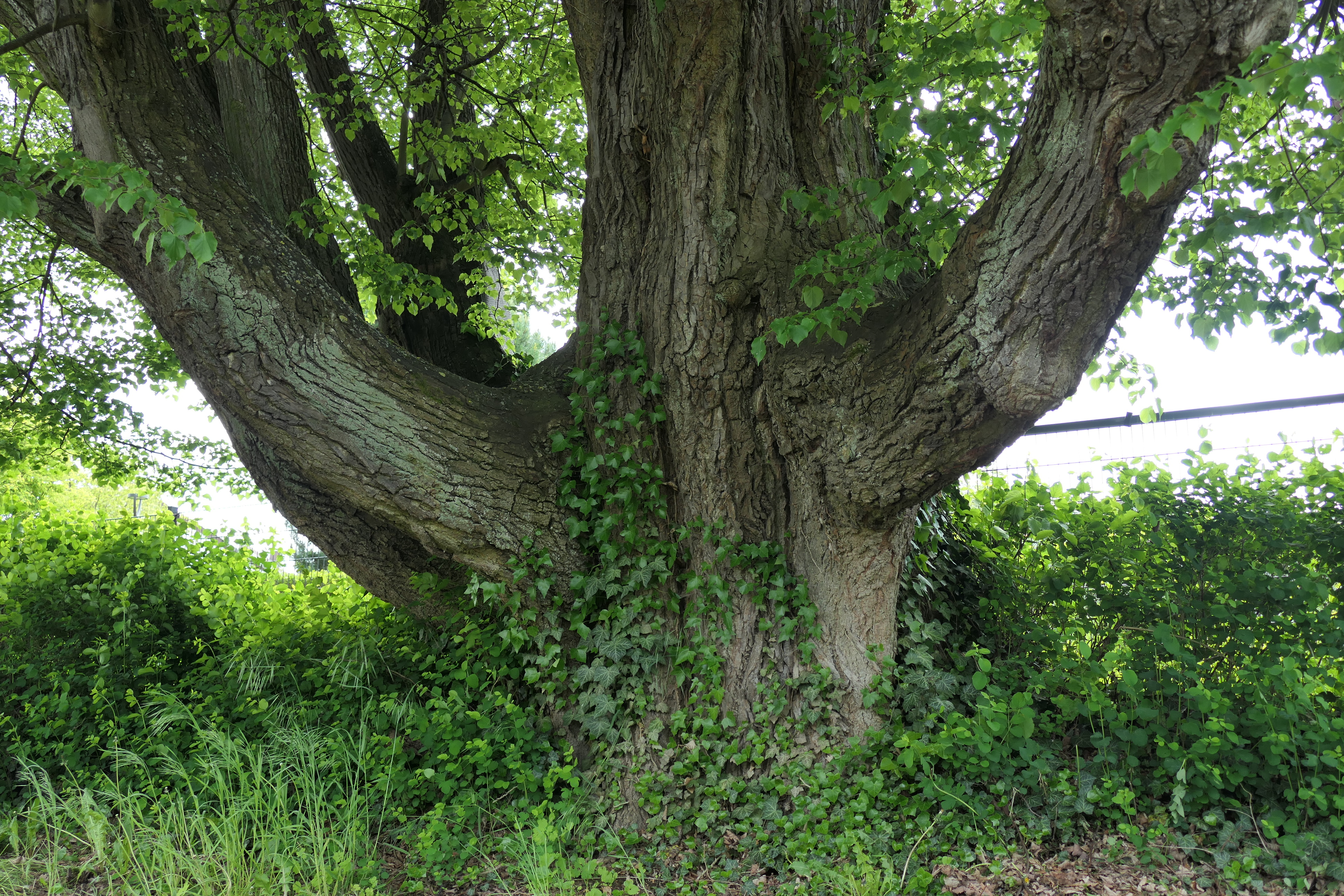
Der Stamm der Linde